# Bajraczky
Bajraczky (ukr. Байрачки́, ros. Байрачки) – osiedle typu miejskiego na Ukrainie, w obwodzie ługańskim.

## Historia
Bajraczky założono w 1954 roku, od 1959 roku osiedle typu miejskiego.
W 1989 liczyło 1383 mieszkańców.
W 2013 liczyło 842 mieszkańców.
Od 2014 roku jest pod kontrolą Ługańskiej Republiki Ludowej.